# 中田譲治
中田 譲治（なかた じょうじ、4月22日 - ）は、日本の声優、俳優。東京都出身。大沢事務所所属。
声優としての代表作は、『巌窟王』（モンテ・クリスト伯爵）、『ケロロ軍曹』（ギロロ伍長）、「Fateシリーズ」（言峰綺礼）。

## 来歴
桐朋学園演劇科卒業。エヌ・エー・シー、賢プロダクション、ドリームコーポレーションを経て、大沢事務所所属。

### 学生時代
高校生の頃は根暗であり、人とコミュニケーションを取ることに苦手意識があり、アルチュール・ランボー、坂口安吾を愛読しているような学生だった。
高校卒業後は母1人、子1人の家庭であり、経済的に余裕があったわけではなかったため、就職して「親の面倒を見なければ」と考えていたという。
学生時代は友達が少なかったと言い、大学入試（法学部）を公園で弁当を食べていて失念していた。そして、勉強が好きではなかったこと、演劇の世界がカッコよく見えたことから翌年には演劇科を受験したという。芝居の経験はそれまでなかったという。あの時、普通の大学に通っていれば、会社勤めをし、給料をくれる暮らしをし、定年で隠居していたかもしれないと語ってる。

### キャリア

#### 俳優として
桐朋学園短期大学部で演劇を学び、テレビの時代劇や刑事ドラマ、特撮ドラマなどでキャリアを積んだ。養成所卒業後は、劇団に入団して演劇を続けていこうと考えていたが、劇団の試験に落ち、それをきっかけに気持ちが変わり劇団の道は断念。知り合いに誘われて芸能プロダクションに所属、マスコミの仕事に進んだという。
デビュー間もない頃の1979年にNHKの大河ドラマ『草燃える』の仁田忠常役で初レギュラーを獲得し、フジテレビ系列で放送された『手錠をかけろ!』には二枚目の若手刑事・寺泉役でレギュラー出演した。1980年代からは強面の悪役俳優として活躍。チンピラ、ヤクザ、殺し屋、凶悪犯などの役をさまざまな作品で演じ、特撮ドラマでは悪の大幹部役を演じた。

#### 声優として
その後舞台に一緒に出演していた野村道子に「譲治もよかったら声の仕事やってみない？」と声をかけられて賢プロダクションに所属。このことについては2021年時点では野村に恩を感じているという。賢プロ所属後、しばらくは内海賢二の仕事に付いて回っていた。内海が午前中に映画予告ナレーション、次にCMナレーション、その後はアニメの収録、最後に外画の吹き替えをして、物凄い量の仕事をしていたことを間近で見られたこと、良い車に乗って、お洒落な服でスターの雰囲気で声、芝居も唯一無二の個性を持っていた内海を見ながら声優の仕事を覚え、時々は演じる仕事も振ってもらっていた。このことを中田のようなキャリアの人物は「やっていけなかったかもしれない」と振り返っている。
しばらくは映像の事務所と声の事務所の両方に所属して、どちらを選ぶか迷っている時期もあった。映像の仕事では、1週間スケジュールが空いて相手に丸投げできるような状態ではないと決めてもらえず、他の人物に仕事が行ってしまうこと、声の事務所に仕事が来ていた時に映像の事務所に電話して、スケジュールが押さえられているかどうかを確認し、声の事務所に折り返して二度手間が掛かっており、声の仕事が忙しくなっていた時に「これはもう、どちらに専念するか決めてもらえないか」と事務所から言われ、映像の仕事と声の仕事の源泉徴収票の額面を比べて「よし、声の仕事をしよう！」と決める。実写の役者として、「こういう役どころだったらいけるんじゃないか？」という確固たるものがなかったといい、演じることは好きだったが、舞台だけ、映画だけ、テレビだけ、声の仕事だけといったこだわりはなく中田自身は「どんな形でもいいから演じる仕事があって、生活が安定して、自分のペースでやっていけるならなんでもいい」と感じていた。舞台、映画に命を捧げるといった強い気持ちはなく生活基盤がないと、時間に追われ、磨くこともできないのが心配だったという。
その後、大沢事務所のキャスティングマネージャーの人物に何度かお世話になっていくうちに誘われ、可能性にかけてみようと移籍し、1990年代以降は声優活動に仕事の主軸を移した。しばらくはナレーション、CMの仕事を生業して、1993年ごろに『機動戦士Vガンダム』のナレーションなどでアニメ、外画の吹き替えの声優の仕事が増える。役名付きでの初レギュラーは1994年の『BLUE SEED』のムラクモとなる。『BLUE SEED』の音響監督の若林和弘を声優としての「生みの親」として挙げており、「声優とはこういう風にやっていくものなのかな？」と教えてくれたという。そこで色々と教わったあとに、『天空のエスカフローネ』ではオーディションから引っ張ってくれて、若林の作品で、声優としての仕事の仕方を、きちんと教わった気がしていたという。

## 人物・特色
役柄としては数多くの渋くてかっこいいキャラクターを演じている。
特技は乗馬、ジャズダンス、テニス、野球。
座右の銘は「解体。そして再構築」であると雑誌のインタビューで答えている。
山崎たくみとは仲が良く、多くの作品で共演したりしている。
2024年10月、本人に無断で学習・生成される生成AI音声や映像に反対する有志の会『NOMORE 無断生成AI』に参加した。

### 出演作品との関係
スーパー戦隊シリーズ
中田本人のインタビューによると『超新星フラッシュマン』のサー・カウラー役に中田を推薦したのは『Gメン'75』で付き合いがあった監督の長石多可男であったという。しかしオファーを受けたものの出演を受諾するか悩み、メタルヒーローシリーズ『巨獣特捜ジャスピオン』に出演した友人の高畑淳子に相談したところ、「本当に面白い。絶対にやるべき」と言われたため出演を決意したという。長石は続く『光戦隊マスクマン』でゲスト声優、『超獣戦隊ライブマン』でもレギュラーで中田を起用している。『海賊戦隊ゴーカイジャー』の第30話では当時は助監督だった演出担当の渡辺勝也の希望により、この回に登場するザイエンの声を担当した。
『ロードス島戦記』の登場人物「傭兵王カシュー」はイラストを担当した出渕裕のデザインであるが、元となっているのは出渕がキャラクターデザインを行い、中田が演じたサー・カウラーである。テレビアニメ『ロードス島戦記-英雄騎士伝-』では、中田が傭兵王カシューの声優を務めている。
鶴岡陽太の参加作品
音響監督の鶴岡陽太が参加する作品に出演しており、鶴岡を声優としての「育ての親」として挙げている。
『HELLSING』ではアーカード役を演じ、オーディションではない形で選んでくれた役で、初めて自分のストロングポイントに気付かされた役だったが、その後、似たような役があまり来ないという。2021年時点ではアーカード役のような側面がある役をもっと演じたい気持ちはあるが、なかなか巡り合えていないのが寂しいという。
オーディションで、鶴岡と監督の前田真宏が選んでくれた『巌窟王』ではモンテ・クリスト伯爵 / エドモン・ダンテス役を演じ、深夜帯放送の作品で、重厚な小説を2クールでアニメ化は、なかなか考えられないくらい挑戦的なことであったが、面白く見せてくれて、関わらせてくれた中田自身、作品もキャラも好きだという。役者としては、「粗野ではなく、品が良く、貴族的で、知的な甘い声もできるんだ」といつもの中田と違う一面を見せることができたのがよかったという。
ケロロ軍曹
『ケロロ軍曹』ではギロロ伍長役を演じているが、出演作は深夜帯の作品が多く、その時は一般人に広く認知してくれるものではなかった。そんな中で、『ケロロ軍曹』は子供向け番組で、放送枠も深夜ではなく、色々なイベントもあり、名前を広く認知してくれるきっかけという意味で重要な作品であった。共演者も皆個性的で、いい人物たちばかりだったため、その中で7年もレギュラー出演できたのはありがたいことであったという。ギロロ伍長はギャグあり、カッコいいアクションでの活躍あり、ヒロインとの恋愛の要素もあるが、中田自身はあの見た目で驚き、演じていた時は楽しかったという。ちびギロロの声が平松晶子や斎藤千和の声になっているため、時々レギュラー出演しているラジオ番組では「譲治さん版ちびギロロ」の声を務めている。
TYPE-MOON作品
TYPE-MOON作品には同人時代からすべての作品に出演している（ただし、TYPE-MOONが直接関わっていない『真月譚 月姫』には出ていない）。TYPE-MOON作品でキャラクターデザインを手掛ける武内崇によると、中田はドラマCD版『空の境界』でわずかな台詞しかない役を演じるために当時同人作品だった『空の境界』を読破してきてくれたといい、『Fate/stay night』への中田の出演について「出ていただければ満足」「（中田の起用理由について）好きだから」と語っている。

## 出演
太字はメインキャラクター。

### テレビアニメ
1985年
- 蒼き流星SPTレイズナー（パイロット）
- 忍者戦士飛影（代表C、隊長、ゲリラA、パイロット、将校 他）
- プロゴルファー猿（1985年 - 1987年、三日月星四郎、堅井、キング・シーザー、ギャラリー）
- 魔法の妖精ペルシャ （新聞記者）

1988年
- F-エフ（龍二）

1990年
- 楽しいムーミン一家

1991年
- ひみつの花園（ビリー）

1993年
- 美味しんぼ 日米コメ戦争（議員D）
- 機動戦士Vガンダム（ナレーション、レオニード・アルモドバル、ゴッドワルド・ハイン、マンデラ・スーン、アドラステア艦長、兵士）

1994年
- 疾風!アイアンリーガー（ファイタースピリッツ）
- BLUE SEED（1994年 - 1995年、ムラクモ）
- 勇者警察ジェイデッカー（ヘモ・レビン）

1995年
- 行け!稲中卓球部（ボギー）
- 鬼神童子ZENKI（山伏）
- ストリートファイターII V（ローズ）

1996年
- 少年サンタの大冒険!（ペドロ、ガウル）
- スレイヤーズ シリーズ（1996年 - 1997年、魔竜王ガーヴ） - 2シリーズ
- 天空のエスカフローネ（フォルケン・ファーネル）
- 名探偵コナン（1996年 - 2017年、山部浩一、鷺沼昇、宇佐美真治、爆弾犯A、木場、仙波和徳 他）
- 勇者指令ダグオン（ブレイブ星人）

1997年
- 中華一番!（ハン、裏料理界首領）
- 手塚治虫の旧約聖書物語（ヨシュア）
- ネクスト戦記EHRGEIZ（キャメル）
- HARELUYA II BØY（マスター）

1998年
- カウボーイビバップ（んぴゅー）
- サイレントメビウス（レーヴゼブデス）
- SHADOW SKILL -影技-（隊長）
- serial experiments lain（黒の男）
- 超魔神英雄伝ワタル（アラジンガー）
- バブルガムクライシス TOKYO 2040（1998年 - 1999年、メイスン）
- 魔術士オーフェン（チャイルドマン）
- るろうに剣心 -明治剣客浪漫譚-（レンツ少尉）
- ロードス島戦記-英雄騎士伝-（カシュー）
- ロスト・ユニバース（アルバート＝ヴァン＝スターゲイザー）

1999年
- 課長王子（フォーマルハウト）
- 週刊ストーリーランド（仲代刑事、ナレーション、信虎、巡査 他）
- Bビーダマン爆外伝V（スフィンクスロン）
- Blue Gender（マルコム・リー）

2000年
- アルジェントソーマ（マイケル・ハートランド）
- AWOL -Absent Without Leave-（ネルソン・ザ・ボム）
- 人形草紙あやつり左近（小林利夫）
- 忍たま乱太郎（船大工）
- ブギーポップは笑わない Boogiepop Phantom（スプーキーE）
- ルパン三世 1$マネーウォーズ（ナビコフ）

2001年
- ガイスターズ FRACTIONS OF THE EARTH（2001年 - 2002年、マグナス・ソル、アンドレス・パーモ）
- 機巧奇傳ヒヲウ戦記（中岡）
- SAMURAI GIRL リアルバウトハイスクール（京極幻弥）
- 神鵰侠侶 コンドルヒーロー（郭靖）
- スターオーシャンEX（魔鳥ジーネ）
- Z.O.E Dolores, i（ノウマン）
- PROJECT ARMS（ラルフ・コールマン）
- HELLSING（アーカード）
- RUN=DIM（太平洋）

2002年
- あたしンち（2002年 - 2009年、侍、映画の俳優、イノ様）
- シャーマンキング（アドス）
- 十二国記（黄鉄）
- 神世紀伝マーズ（2002年 - 2003年、ラッシュ）
- デジモンフロンティア（ワーガルルモン黒）
- ラーゼフォン（功刀仁）

2003年
- 明日のナージャ（鞍職人の親方）
- アストロボーイ・鉄腕アトム（エミリーのパパ）
- E'S OTHERWISE（ブランデッド）
- GAD GUARD（バルト）
- ガングレイヴ（ラッド・カラベル）
- げんしけん（石田）
- 獣兵衛忍風帖 龍宝玉篇（狼牙）
- TEXHNOLYZE（木俣元治）
- NARUTO -ナルト-（バキ）
- 鋼の錬金術師（ホーリング）
- PEACE MAKER鐵（土方歳三）
- ヒートガイジェイ（青年将校A）
- 無限戦記ポトリス（ジャッカル）
- ONE PIECE（2003年 - 2019年、ウェットン、ホーディ・ジョーンズ）

2004年
- エルフェンリート（坂東）
- 巌窟王（モンテ・クリスト伯爵 / エドモン・ダンテス）
- ギャラクシーエンジェルX（バーテン）
- ケロロ軍曹（2004年 - 2014年、ギロロ伍長 / ギロロ浪人 / ギロロドラゴン、ジョージ・ナカタ、青年中田、ゲロロ艦長、首脳） - 2シリーズ
- 攻殻機動隊 STAND ALONE COMPLEX（楠検事）
- サムライチャンプルー（百地銀佐）
- ゾイドフューザーズ（マスクマン）
- ソニックX（ダークオーク）※テレビ東京未放送版のキャラクター
- 蒼穹のファフナー（皆城公蔵）
- 魔法少女隊アルス（予言者、グランデ）
- 焼きたて!!ジャぱん（グラン・カイザー）
- RAGNAROK THE ANIMATION（ヘルマン）
- ロックマンエグゼ シリーズ（2004年 - 2005年、マレンコフ） - 2シリーズ

2005年
- IGPX（サー・ハムグラ）
- エンジェル・ハート（正道会青龍部隊チーフ趙・チャオ）
- うえきの法則（ネロ）
- 極上生徒会（ナレーション）
- SoltyRei（ロイ・レヴァント）
- 戦国英雄伝説 新釈 眞田十勇士 The Animation（明石掃部頭全登）
- トランスフォーマー ギャラクシーフォース（マスターメガトロン / マスターガルバトロン）
- BUZZER BEATER（2005年 - 2007年、モー） - 2シリーズ
- BLOOD+（アンシェル・ゴールドスミス）
- 魔法少女リリカルなのはA's（クライド・ハラオウン）
- 蒼穹のファフナー RIGHT OF LEFT（皆城公蔵）

2006年
- 機神咆吼デモンベイン（ティトゥス）
- 銀魂（2006年 - 2007年、道信、蔵場当馬）
- コードギアス 反逆のルルーシュ（2006年 - 2008年、ディートハルト・リート） - 2シリーズ
- 奏光のストレイン（デュファルジュ）
- 西の善き魔女 Astraea Testament（リイズ公爵）
- Fate/stay night（言峰綺礼）
- ブラック・ジャック21（副院長）
- BLACK LAGOON（景山）
- まじめにふまじめ かいけつゾロリ（ガメッツ）

2007年
- クレヨンしんちゃん（2007年 - 2011年、ナレーション、こまちの夫、赤ぶりぶり、TVの声A）
- 史上最強の弟子ケンイチ（バーサーカー）
- スケッチブック 〜full color's〜（クマ）
- Devil May Cry（バアル）
- ドラゴノーツ -ザ・レゾナンス-（ベイゼル・サカキ）
- 天元突破グレンラガン（マギン、ロシウ〈20年後〉）
- NARUTO -ナルト- 疾風伝（バキ）
- ヒロイック・エイジ（テ＝セ＝タターロス総督）
- BLUE DROP 〜天使達の戯曲〜（深町学園長）
- ポケットモンスター ダイヤモンド&パール（マシュー）
- もえたん（ダンディ、監督）
- 月面兎兵器ミーナ（名無し、尾上P、ナレーション）
- らき☆すた（店員1、ギロロ伍長）

2008年
- あまつき（沙門）
- 鉄のラインバレル（2008年 - 2009年、石神邦生）
- 黒塚 KUROZUKA（弁慶〈大和坊〉）
- ゲゲゲの鬼太郎（第5作）（2008年 - 2009年、夜道怪）
- スケアクロウマン（アラミス）
- ソウルイーター（ファラオ）
- テイルズ オブ ジ アビス（2008年 - 2009年、ヴァン・グランツ）
- To LOVEる -とらぶる-（グイングルド）
- ドルアーガの塔 〜the Aegis of URUK〜（ドルアーガ）
- 隠の王（服部柊十郎）

2009年
- 怪談レストラン（医者）
- CANAAN（タクシードライバー）
- グイン・サーガ（リーナス）
- 黒神 The Animation（シュタイナー）
- ゴルゴ13（トーマス・グレビック）
- 咲-Saki-（2009年 - 2014年、和の父、ナレーション） - 3シリーズ
- シャングリ・ラ（モモコ）
- DARKER THAN BLACK -流星の双子-（ジョン・スミス）
- バトルスピリッツ 少年激覇ダン（リボルバー）

2010年
- アマガミSS（2010年 - 2012年、ナレーション〈中多紗江編〉） - 2シリーズ
- いちばんうしろの大魔王（ピーターハウゼン）
- Angel Beats!（直井の父）
- 学園黙示録 HIGHSCHOOL OF THE DEAD（高城壮一郎）
- ご姉弟物語（屋台の店主、ゴールキーパー）
- ストライクウィッチーズ2（将軍B）
- ダンス イン ザ ヴァンパイアバンド（ヴォルフガング・レーゲンドルフ）
- とある魔術の禁書目録II（闇咲逢魔）
- テガミバチ（ウェラー牧師）
- ぬらりひょんの孫（2010年 - 2011年、牛鬼 / 梅若丸） - 2シリーズ
- ポケモンレンジャー 光の軌跡（シンバラ教授）
- WORKING!!（2010年 - 2015年、音尾兵吾） - 3シリーズ

2011年
- 境界線上のホライゾン（2011年 - 2012年、インノケンティウス、ナレーション） - 2シリーズ
- C3 -シーキューブ-（アビス）
- SKET DANCE（中馬鉄治）
- たまゆら（2011年 - 2013年、マエストロ） - 2シリーズ
- ドラえもん（テレビ朝日版第2期）（鏡）
- 日常（兵士22番）
- Fate/Zero（2011年 - 2012年、言峰綺礼） - 2シリーズ
- 輪るピングドラム（権力者の男）
- 夢喰いメリー（ジョン・ドゥ）
- ラストエグザイル-銀翼のファム-（レナード・ベイカー）

2012年
- アクエリオンEVOL（ミコノの父）
- CØDE:BREAKER（藤原総理）
- この中に1人、妹がいる!（雅の父）
- 超速変形ジャイロゼッター（2012年 - 2013年、クロード真島博士、デビル三世）
- 這いよれ! ニャル子さん（ロイガー / ロイ・フォガー）
- 薄桜鬼 黎明録（芹沢鴨）
- ポケットモンスター ベストウイッシュ シーズン2（ジェフ）

2013年
- 蒼き鋼のアルペジオ -アルス・ノヴァ-（ナレーション）
- 宇宙戦艦ヤマト2199（ヴォルフ・フラーケン）
- 俺の脳内選択肢が、学園ラブコメを全力で邪魔している（ナレーション）
- 戦勇。（ルドルフ、ナレーション） - 2シリーズ
- 断裁分離のクライムエッジ（祝の父）
- ファイ・ブレイン 神のパズル（エニグマ）
- 機巧少女は傷つかない（シグムント）
- ログ・ホライズン（2013年 - 2021年、にゃん太、ボロネーゼ親方） - 3シリーズ

2014年
- アカメが斬る!（リヴァ）
- 甘城ブリリアントパーク（赤竜ルブルム）
- 繰繰れ! コックリさん（信楽、残念なタイマー）
- キャプテン・アース（麻野田カズヤ）
- 戦国無双 / 真田の章（2014年 - 2015年、徳川家康） - 特別編 + 1シリーズ
- ディーふらぐ!（ショーン・コネコネ）
- デート・ア・ライブ シリーズ（2014年 - 2024年、エリオット・ボールドウィン・ウッドマン） - 4シリーズ
- テラフォーマーズ（2014年 - 2016年、アレクサンドル・グスタフ・ニュートン、カリスマテラフォーマー） - 2シリーズ
- 東京ESP（江戸山会長）
- Fate/stay night [Unlimited Blade Works]（2014年 - 2015年、言峰綺礼） - 2シリーズ
- ブレイドアンドソウル（ハヤテ）

2015年
- アクエリオンロゴス（剣嵜荘厳）
- ケイオスドラゴン 赤竜戦役（黒の竜）
- それが声優!（ウエスタン刑事音響監督）
- 対魔導学園35試験小隊（ヴラド）
- ダイヤのA シリーズ（2015年 - 2020年、榊英二郎） - 2シリーズ
- FAIRY TAIL（2015年 - 2019年、キース） - 2シリーズ
- みんな集まれ!ファルコム学園SC（ギリアス・オズボーン）

2016年
- コンクリート・レボルティオ〜超人幻想〜THE LAST SONG（カロルコ・ワイルダー）
- 坂本ですが?（角田先生）
- 灰と幻想のグリムガル（ホーネン師）
- ニンジャスレイヤー フロムアニメイシヨン スペシャル・エディション版（ヤクザ天狗）
- Fate/kaleid liner プリズマ☆イリヤ ドライ!!（ラーメン屋店主）
- 魔法つかいプリキュア!（2016年 - 2025年、ガメッツ） - 2シリーズ

2017年
- AKIBA'S TRIP -THE ANIMATION-（かげさん、ナレーション）
- セイレン（ヴァーミリオン）
- 時間の支配者（アイクス、患者）
- 異世界はスマートフォンとともに。（2017年 - 2023年、トリストウィン・エルネス・ベルファスト） - 2シリーズ
- 宝石の国（金剛先生）
- 妹さえいればいい。（アルバ・アルバトロス）
- 結城友奈は勇者である -勇者の章-（サンチョ）

2018年
- 魔法使いの嫁（灰の目）
- Fate/EXTRA Last Encore（監督役）
- ポプテピピック（2018年 - 2021年、ピピ美〈第12話Bパート / 再放送・リミックス版第7話Bパート〉）
- PERSONA5 the Animation（2018年 - 2019年、佐倉惣治郎） - 1シリーズ + 特別編前後編
- ひそねとまそたん（曽々田弘）
- 重神機パンドーラ（エドガー・キン）
- ゴールデンカムイ（2018年 - 2023年、土方歳三） - 4シリーズ
- 宇宙戦艦ティラミス（陰毛）
- 邪神ちゃんドロップキック（ゾンビ）
- RELEASE THE SPYCE（アレクセイ）
- からくりサーカス（2018年 - 2019年、パンタローネ）

2019年
- Fate/Grand Order -絶対魔獣戦線バビロニア-（2019年 - 2020年、山の翁〈老人 / ジウスドゥラ〉）
- 超人高校生たちは異世界でも余裕で生き抜くようです!（オスロー・エル・ギュスターヴ）

2020年
- 七つの大罪 シリーズ（2020年 - 2021年、キューザック） - 2シリーズ
- ラディアン（アルト）
- 魔王学院の不適合者 〜史上最強の魔王の始祖、転生して子孫たちの学校へ通う〜（2020年 - 2023年、ナレーション） - 2シリーズ
- アサルトリリィ BOUQUET（高松咬月）
- 秘密結社 鷹の爪 〜ゴールデン・スペル〜（黒輝誉）

2021年
- 呪術廻戦（2021年 - 2023年、禪院直毘人） - 2シリーズ
- ワンダーエッグ・プライオリティ（ムカデ）
- 遊☆戯☆王SEVENS（シルエットの男）
- ドラゴン、家を買う。（サミュエル卿）
- 恋と呼ぶには気持ち悪い（天草善次）
- 探偵はもう、死んでいる。（ケルベロス）
- 吸血鬼すぐ死ぬ（2021年 - 2023年、御真祖様） - 2シリーズ
- 海賊王女（艦長）
- 異世界食堂2（ヴォルフガング）

2022年
- 名探偵コナン 本庁の刑事恋物語〜結婚前夜〜（爆弾犯A）
- 聖剣伝説 Legend of Mana -The Teardrop Crystal-（ヌヌザック）

2023年
- The Legend of Heroes 閃の軌跡 Northern War（ギリアス・オズボーン）
- 転生貴族の異世界冒険録〜自重を知らない神々の使徒〜（ダルメシア）
- NieR:Automata Ver1.1a（2023年 - 2024年、赤い少女） - 2シリーズ

2024年
- シャングリラ・フロンティア（キョージュ）- 2シリーズ
- 黒執事 -寄宿学校編-（アレクシス・レオン・ミッドフォード）
- 結婚するって、本当ですか（ジョージさん）

2025年
- 戦隊レッド 異世界で冒険者になる（絶縁王）
- ギルドの受付嬢ですが、残業は嫌なのでボスをソロ討伐しようと思います（剣聖）
- GUILTY GEAR STRIVE: DUAL RULERS（ソル＝バッドガイ）

### 劇場アニメ
1987年
- バリバリ伝説

1994年
- ストリートファイターII MOVIE（バイソン）

1996年
- X -エックス-（志勇草薙）

2000年
- エスカフローネ（フォルケン）

2001年
- サクラ大戦 活動写真（賢人機関幹部）

2002年
- パルムの樹（ガンテル）
- BLUE GENDER THE WARRIOR（マルコム・リー）

2003年
- ラーゼフォン 多元変奏曲（功刀仁）

2005年
- 劇場版ツバサ・クロニクル 鳥カゴの国の姫君（王）

2006年
- 超劇場版ケロロ軍曹 シリーズ（2006年 - 2010年、ギロロ伍長 / ギロロ浪人、教官パネル） - 8作品
- まじめにふまじめ かいけつゾロリ なぞのお宝大さくせん（ギロロ伍長）

2007年
- 名探偵コナン 紺碧の棺（松本光次）
- 劇場版 空の境界（2007年 - 2009年、荒耶宗蓮） - 5作品

2008年
- 劇場版 ゲゲゲの鬼太郎 日本爆裂!!（夜道怪）
- 真救世主伝説 北斗の拳 ケンシロウ伝（昆虫男1）

2009年
- レイトン教授と永遠の歌姫（フレデリック・バーグランド）

2010年
- 劇場版 Fate/stay night UNLIMITED BLADE WORKS（言峰綺礼）
- 劇場版イナズマイレブン 最強軍団オーガ襲来（バウゼン）

2011年
- トワノクオン（サイボーグ・アルファ〈海藤〉） - 6部作

2012年
- ストライクウィッチーズ 劇場版（モントゴメリー）

2013年
- AURA 〜魔竜院光牙最後の闘い〜（ナレーション）

2015年
- 劇場版 蒼き鋼のアルペジオ -アルス・ノヴァ- DC / Cadenza（千早翔像） - 2作品

2016年
- ゼーガペインADP（ヴァボル）

2017年
- 劇場版 黒執事 Book of the Atlantic（アレクシス・ミッドフォード）
- 劇場版 Fate/kaleid liner プリズマ☆イリヤ 雪下の誓い（言峰綺礼）
- 劇場版 Fate/stay night [Heaven's Feel] I - III（2017年 - 2020年、言峰綺礼） - 3作品
- コードギアス 反逆のルルーシュ I - III（2017年 - 2018年、ディートハルト・リート） - 3部作

2018年
- PEACE MAKER 鐵 前篇 / 後篇（土方歳三）
- 薄墨桜 -GARO-（天狐）

2020年
- クレヨンしんちゃん 激突! ラクガキングダムとほぼ四人の勇者（ラクガキング）
- 劇場版 ヴァイオレット・エヴァーガーデン（ブーゲンビリア当主）

2021年
- 劇場版 Fate/Grand Order -神聖円卓領域キャメロット- 後編 Paladin; Agateram（山の翁）
- 映画大好きポンポさん

2022年
- 名探偵コナン ハロウィンの花嫁（男）
- ONE PIECE FILM RED（ハウリング・ガブ）

### OVA
1986年
- 炎トリッパー（野盗）

1989年
- 銀河英雄伝説（レオポルド・シューマッハ）
- 敵は海賊〜猫たちの饗宴〜（ヨウメイ・シャローム・ツザッキィ）

1991年
- 機動警察パトレイバー NEW OVA（政）
- ロードス島戦記（ジェスター公爵）

1992年
- 世界の光 親鸞聖人（日蓮）

1994年
- ダーティペアFLASH（ワルデス）

1995年
- 疾風!アイアンリーガー 銀光の旗の下に（ファイタースピリッツ）
- BLUE SEED OMAKE THEATER（ムラクモ）

1996年
- ウェディングピーチDX（オアシス）
- POWER DoLLS Detachment of Limited Line Service プロジェクトα（スタン・フィンケル）

1997年
- サイコダイバー 魔性菩薩（毒島献太）
- マクロス ダイナマイト7（グラハム・ホイリー）

1998年
- ジオブリーダーズ（デカルト）
- ダイノゾーン（ダイノティラノ）

2001年
- アルジェントソーマEX（マイケル・ハートランド）
- ARMITAGE DUAL-MATRIX（ストリングス）

2002年
- 戦闘妖精雪風（ジェイムズ・ブッカー）
- マクロス ゼロ（サラの父、鳥の人）

2003年
- サクラ大戦 エコール・ド・巴里（レナード）

2004年
- 機動戦士ガンダム MS IGLOO 1年戦争秘録（フェデリコ・ツァリアーノ中佐）

2006年
- GUNDAM EVOLVE../9 MSZ-006 Z-GUNDAM（グレイ・ウルフ）
- 機動戦士ガンダムSEED C.E.73 STARGAZER（エドモンド・デュクロ）
- 大魔法峠（パヤたん・パヤ＝リビングストン大佐）
- HELLSING（2006年 - 2012年、アーカード） - 9作品

2007年
- GUNDAM EVOLVE../13 RMS-108 MARASAI（ジョナサンの父）
- やわらか三国志 突き刺せ!! 呂布子ちゃん（夏侯惇）

2008年
- BUS GAMERスペシャルショートアニメ（中条伸人）
- ピューと吹く!ジャガー リターン・オブ・約1年ぶり（ガリクソン増岡）

2010年
- たまゆら（マエストロ）
- ムダヅモ無き改革 -The Legend of KOIZUMI-（ウラジミール・プーチン）

2011年
- 怪物王女「特急王女」（ギリアム）
- 怪物王女「孤島王女」（ギリアム）
- カーニバル・ファンタズム（言峰綺礼、ネロ・カオス、ネコアルク・カオス）

2012年
- Holy Knight（メイヨール）

2014年
- テラフォーマーズ「バグズ2号編」（アレクサンドル・G・ニュートン）
- 機巧少女は傷つかない（シグムント） - Vol.III

2015年
- たまゆら〜卒業写真〜（マエストロ）

2018年
- 進撃の巨人 Wall Sina,Goodbye 後編（ウォルド）※原作第25巻限定版
- ゴールデンカムイ（土方歳三） - コミックスアニメDVD同梱版

2019年
- Fate/kaleid liner Prisma☆Illya プリズマ☆ファンタズム（言峰綺礼）

2021年
- Fate/Grand Carnival（謎のネコV、ナレーション）

### Webアニメ
2015年
- 弱酸性ミリオンアーサー（ライオン、ナレーション実況 / ナレーション）
- ニンジャスレイヤー フロムアニメイシヨン（ヤクザ天狗）
- ベイウォーリアーズ サイボーグ（先代国王）

2018年
- ソードガイ The Animation（緒方亜門）

2019年
- ケンガンアシュラ（乃木英樹）
- 無限の住人-IMMORTAL-（2019年 - 2020年、吐鉤群）

2020年
- オルタード・カーボン:リスリーブド（鴎外）

2021年
- ぶらどらぶ（貢のとーちゃん）

2024年
- Fate/Grand Order 藤丸立香はわからない Season2（グレゴリー・ラスプーチン）

### ゲーム
1994年
- 鉄拳（三島一八、リー・チャオラン）

1995年
- 鉄拳2（三島一八）

1996年
- 新スーパーロボット大戦（ゴッドワルド・ハイン）
- ブルーブレイカー 〜剣よりも微笑みを〜（ダークロード） - PC-FX版

1997年
- I.Q（説明ナレーション）
- VIRUS（ワイハーオーナ）
- クーロンズゲート（チャンピオン号）
- 天空のエスカフローネ（フォルケン）

1998年
- エアガイツ（三島拳） - PS / AC版
- 新世代ロボット戦記ブレイブサーガ（バーン / バーンガーン / グレートバーンガーン / ハイパーバーンガーン）
- ソニックアドベンチャー（ガンマ）
- 封神演義（聞仲、武王）

1999年
- SDガンダム GGENERATION（1999年 - 2019年、フェデリコ・ツァリアーノ、ボッシュ、レオニード・アルモドバル、ゴッドワルド・ハイン、エドモンド・デュクロ、ナレーション〈NEO〉） - 11作品
- スパイクアウト ファイナルエディション（テンシン）
- 鉄拳タッグトーナメント（三島一八）

2000年
- あしたのジョー 闘打 〜タイピング泪橋〜（力石徹）
- ソニックシャッフル（ガンマ）
- 婆裟羅（徳川家康、世良田二郎三郎、藤堂高虎）※AC版
- ブレイブサーガ2（バーン / バーンガーン）
- ペルソナ2 罰（パオフゥ）

2001年
- 指極星（フェアト）※Win版

2002年
- MELTY BLOOD（ネロ・カオス）
- アーマード・コア3（キサラギ代表者）※PS2版
- ギガンティック ドライブ（黒杉〈自衛隊員〉）
- ゴジラ怪獣大乱闘（ヴォルターク）
- ゼノサーガ エピソードI［力への意志］（マーグリス）
- ソウルリーバー2（ケイン）
- 封神演義2（聞仲、武王）

2003年
- アークザラッド 精霊の黄昏（ガンツ・ベル・ルービン〈ガンツ〉）
- OVER THE MONOCHROME RAINBOW featuring SHOGO HAMADA（ラデューグ）
- サモンナイト3（ヤッファ）
- SOCOM: U.S. NAVY SEALs（カフナ）
- ソニックアドベンチャーDX（ガンマ）
- マックスペイン（ジャック・ルピーノ）
- ラーゼフォン 蒼穹幻想曲（功刀仁）
- ワイルドアームズ アルターコード:F（ブーメラン）

2004年
- アークザラッドジェネレーション（ガンツ・ベル・ルービン〈ガンツ〉）
- 機神咆吼デモンベイン（ティトゥス）
- 機動戦士ガンダムSEED 終わらない明日へ（ジャン・キャリー）
- ケロロ軍曹 メロメロバトルロイヤル（ギロロ伍長）
- サクラ大戦物語 〜ミステリアス巴里〜（レナード）
- ジャック×ダクスター2（ジーグ）
- ゼノサーガ エピソードII［善悪の彼岸］（マーグリス）
- 戦国無双（上杉謙信、徳川家康） - 2作品
- テイルズ オブ リバース（イーフォン）
- MELTY BLOOD Re・ACT（ネロ・カオス）

2005年
- Counter Strike NEO -WHITE MEMORIES-（レオノフ）
- カルタグラ〜魂ノ苦悩〜（有島一磨）
- キングダム ハーツII（ルクソード）
- 激・戦国無双（上杉謙信、徳川家康）
- ケロロ軍曹 メロメロバトルロイヤルZ（ギロロ伍長）
- テイルズ オブ ジ アビス（ヴァン・グランツ）
- 天地の門（ホウハク）
- ネオジオバトルコロシアム（グッドマン）
- MELTY BLOOD Act Cadenza（ネロ・カオス、ネコアルク・カオス〈PS2版〉）

2006年
- 機神飛翔デモンベイン（ティトゥス）
- アーマード・コア4（ジョシュア・オブライエン）
- ヴァルキリープロファイル2 シルメリア（アドニス、アルム、イージス、ウォルター、エルド、バルバロッサ、ファルクス）
- 【eM】-eNCHANT arM-（コウ）
- 仮面ライダーカブト（仮面ライダーコーカサス）
- ゼノサーガ エピソードIII［ツァラトゥストラはかく語りき］（マーグリス）
- 戦国無双2（2006年 - 2007年、上杉謙信、徳川家康） - 3作品
- ダージュ オブ ケルベロス ファイナルファンタジーVII（ヴァイス、グリモア・ヴァレンタイン）
- ファンタジーアース ゼロ（ウィンビーン）
- PROJECT SYLPHEED（レイモンド・ローガン）
- モンスターキングダム・ジュエルサモナー（ジカード）
- 夜明け前より瑠璃色な 〜Brighter than dawning blue〜（モーリッツ・ザベル・フランツ）
- R.O.H.A.N（デカン男性）

2007年
- ASH -ARCHAIC SEALED HEAT-（バミュガラン）
- オーディンスフィア（ガロン）
- GUILTY GEAR 2 OVERTURE（ソル＝バッドガイ）
- Kingdom Under Fire: Circle Of Doom（レグナイア）
- キングダム ハーツII ファイナル ミックス（ルクソード）
- ケロロ軍曹 演習だヨ!全員集合!!パート2（ギロロ伍長）
- 戦国無双KATANA（上杉謙信、徳川家康）
- テイルズ オブ ファンダム Vol.2（ヴァン・グランツ）
- ドラゴンクエスト モンスターバトルロード（2007年 - 2010年、モリー） - 4作品
- ドラゴンシャドウスペル（ペインキラー、テオドール・カイン・ライデン）
- トラスティベル 〜ショパンの夢〜（ジルバ）
- バルドバレット イクリブリアム（デュラハン・カニンガム）
- Fate シリーズ（言峰綺礼）
  - Fate/stay night [Realta Nua]
  - とびだせ!トラぶる花札道中記
  - フェイト/タイガーころしあむ

- 無双OROCHI（2007年 - 2008年、上杉謙信、徳川家康） - 2作品
- MELTY BLOOD Actress Again（ネロ・カオス、ネコアルク・カオス）

2008年
- 妖ノ宮（神流河本紀）
- 救急救命 カドゥケウス2（天羽恭二）
- GUILTY GEARシリーズ（2008年 - 2021年、ソル＝バッドガイ） - 6作品
- コードギアス 反逆のルルーシュ LOST COLORS（ディートハルト・リート）
- 侍道3（藤森主膳）
- ソウルキャリバーIV（アルゴル）
- 超劇場版ケロロ軍曹3 天空大冒険であります!（ギロロ伍長）
- テイルズ オブ リバース（イーフォン）
- フェイト/タイガーころしあむ アッパー（言峰綺礼）

2009年
- アイテムゲッター 〜僕らの科学と魔法の関係〜（ギル・ストラーダス）
- 悪魔城ドラキュラ ジャッジメント（ドラキュラ）
- アンティフォナの聖歌姫 〜天使の楽譜 Op.A〜（魔王アウロス）
- AIKA ONLINE（ウォリアー）
- キングダム ハーツ 358/2 Days（ルクソード）
- 戦国無双3（2009年 - 2011年、上杉謙信、徳川家康） - 4作品
- ソウルキャリバー Broken Destiny（アルゴル）
- 超劇場版ケロロ軍曹 撃侵ドラゴンウォリアーズであります!（ギロロ伍長）
- ファンタシースターポータブル2（バスク、ナツメ・シュウ）
- マグナカルタ2（シュエンザイド・バーレン）
- マクロスアルティメットフロンティア（グラハム・ホイリー）
- 無双OROCHI Z（上杉謙信、徳川家康）
- 朧村正（飯綱陣九朗）

2010年
- 仮面ライダーバトル ガンバライド（ナレーション、バースドライバー音声）
- キングダム 一騎闘千の剣（王騎）
- クレヨンしんちゃん おバカ大忍伝 すすめ!カスカベ忍者隊!
- クロヒョウ 龍が如く新章（藤本信道）
- ケロロRPG 騎士と武者と伝説の海賊（ギロロ伍長）
- サモンナイトグランテーゼ 滅びの剣と約束の騎士（ベルガード）
- ゼノブレイド（ソレアン）
- 東京鬼祓師 鴉乃杜學園奇譚（澁川源伍）
- のーふぇいと! 〜only the power of will〜（黒猫）
- 薄桜鬼 黎明録（2010年 - 2012年、芹沢鴨） - 4作品

2011年
- オール仮面ライダー ライダージェネレーション（ナレーション）
- 仮面ライダー クライマックスヒーローズ フォーゼ（ナレーション）
- クレヨンしんちゃん 宇宙DEアチョー!? 友情のおバカラテ!!
- スティールクロニクル（サイード・ナジム）
- 戦国無双 Chronicle（上杉謙信、徳川家康）
- テイルズ オブ ザ ワールド レディアント マイソロジー3（ヴァン・グランツ）
- DEAD OR ALIVE Dimensions（レオン、フェイム・ダグラス）
- ファンタシースターポータブル2 インフィニティ（バスク）
- プロジェクトケルベルス（草薙幹夫）
- FRONTIER GATE（ギルド主人）
- MARVEL VS. CAPCOM 3 Fate of Two Worlds（アルバート・ウェスカー）
- マクロストライアングルフロンティア（グラハム・ホイリー）
- 無双OROCHI 2（上杉謙信、徳川家康）
- ラストストーリー（ザングルグ）
- ONE PIECE ギガントバトル! 2 新世界（ホーディ・ジョーンズ）
- ONE PIECE ワンピーベリーマッチIC（ホーディ・ジョーンズ）

2012年
- アーシャのアトリエ 〜黄昏の大地の錬金術士〜（キースグリフ・ヘーゼルダイン）
- 機動戦士ガンダム オンライン（男性パイロット1）
- 戦国無双 Chronicle 2nd（上杉謙信、徳川家康）
- ソウルキャリバーV（アルゴル）
- デビルサマナー ソウルハッカーズ（ゴウト童子、業斗童子）
- とびたて！超時空トラぶる花札大作戦（言峰綺礼）
- 24時の鐘とシンデレラ〜Halloween Wedding〜（スペンサー＝ヘンドリック）
- ヒーローズファンタジア（ギロロ伍長、アンシェル・ゴールドスミス）
- ブレイブリーデフォルト フライングフェアリー（フィオーレ・ディローザ）
- ペルソナ2 罰 ETERNAL PUNISHMENT（パオフゥ）
- 真剣で私に恋しなさい!!R（宇佐美巨人）
- マックス アナーキー（ジャック・ケイマン）
- ロリポップチェーンソー（ギデオン・スターリング〈パパ〉）

2013年
- ARMORED CORE VERDICT DAY（死神部隊リーダー J）
- 英雄伝説 閃の軌跡（ギリアス・オズボーン宰相）
- カオス ヒーローズ オンライン（ソル＝バッドガイ）
- 境界線上のホライゾン PORTABLE（インノケンティウス）
- キングダム ハーツ HD 1.5 リミックス（ルクソード）
- 月英学園 -kou-（執行櫂）
- 新・世界樹の迷宮 ミレニアムの少女（ヴィズル）
- 真・女神転生IV（マサカド）
- スーパーロボット大戦OGサーガ 魔装機神III PRIDE OF JUSTICE（ロヨラ・ブラックバーン）
- スーパーロボット大戦Operation Extend（ギロロ伍長）
- スーパーロボット大戦UX（皆城公蔵、ティトゥス、石神邦生）
- 蒼穹のスカイガレオン（ギデオン・エルズバーグ）
- ソニック ロストワールド（ザボック）
- 超速変形ジャイロゼッター アルバロスの翼（ネコ博士）
- DEAD OR ALIVE 5 ULTIMATE（レオン）
- Fate/EXTRA CCC（言峰神父）
- マクロス30 銀河を繋ぐ歌声（藤堂潮）
- 機巧少女は傷つかない Facing "Burnt Red"（シグムント）
- ブレイブリーデフォルト フォーザ・シークウェル（フィオーレ・ディローザ）
- 0時の鐘とシンデレラ〜Halloween Wedding〜（スペンサー＝ヘンドリック）
- ONE PIECE アンリミテッドワールド レッド（ホーディ・ジョーンズ）
- ファイナルファンタジーXIV：新生エオルゼア（ヴァリス・ゾス・ガルヴァス）

2014年
- Wolfenstein: The New Order（ウィリアム・ジョセフ "B.J." ブラスコビッチ）
- 英雄伝説 碧の軌跡 Evolution（ギリアス・オズボーン）
- VANITY of VANITIES（岳不群）
- 仮面ライダー サモンライド!（ミヌーク）
- キングダム ハーツ HD 2.5 リミックス（ルクソード）
- ケイオスリングスIII プリクエル・トリロジー（ドラクロア）
- ジェネラルギア-反撃の神機-
- シャリーのアトリエ 〜黄昏の海の錬金術士〜（キースクリフ・ヘーゼルダイン）
- 神話帝国ソウルサークル（真祖ドラキュラ、悪魔王サタン）
- スーパーヒーロージェネレーション（ドガ・ラーティアン）
- スーパーロボット大戦OGサーガ 魔装機神F COFFIN OF THE END（ロヨラ・ブラックバーン）
- 戦国無双 Chronicle 3（上杉謙信）
- 戦国無双4（上杉謙信、徳川家康）
- Double Score 〜Marguerite×Tulip〜（二宮宗一郎）
- バイオハザード HDリマスター（アルバート・ウェスカー）
- 薄桜鬼SSL 〜sweet school life〜（芹沢鴨）
- はじめの一歩 THE FIGHTING!（ランディー・ボーイ・Jr）
- Fate/hollow ataraxia（言峰綺礼、世界、ナレーション）
- フリーダムウォーズ（ウーヴェ・“サカモト”・カブレラ）
- ONE PIECE 超グランドバトル! X（ホーディ・ジョーンズ）

2015年
- 幻獣契約クリプトラクト（ナレーション）
- ジョジョの奇妙な冒険 アイズオブヘブン（エンリコ・プッチ / 新月の時を待つプッチ）
- スーパーロボット大戦BX（バルギアス）
- DEAD OR ALIVE 5 LAST ROUND（レオン）
- ドラゴンクエストVIII 空と海と大地と呪われし姫君（モリー）
- ファンタシースターオンライン2（男性共通ソルボイス）
- ブレイブリーセカンド（フィオーレ・ディローザ）
- ゆのはなSpRING!（菅春二郎）
- ラングリッサー リインカーネーション -転生-（オディロン・フェデルタ）
- ルミナスアーク インフィニティ（ホグウッド）
- Wonderland Wars（アイアン・フック、デス・フック）
- ワンピース 海賊無双3（ホーディ・ジョーンズ）

2016年
- アヴァロンΩ（ロドリ）
- オルタンシア・サーガ -蒼の騎士団-（シルヴェストル）
- GARM STRUGGLE 〜狂鎖の番狗〜（雨桐鈿女）
- 世界樹の迷宮V 長き神話の果て
- ドラゴンクエスト モンスターバトルスキャナー（仮面の紳士 チケット仮面）
- 三国ブレイズ（曹操）
- 白猫プロジェクト（ハーヴェイ・ロスベルク）
- チェインクロニクル（バグリス）
- ノラネコと恋の錬金術（モントル）
- アカシックリコード（本の悪魔）
- バイオハザード0（アルバート・ウェスカー）
- Fate/Grand Order（2016年 - 2024年、“山の翁”、グレゴリー・ラスプーチン / 言峰綺礼） - 2作品
- ペルソナ5（佐倉惣治郎）
- ワールド オブ ファイナルファンタジー（トンベリ）
- League of Legends（ナサス）
- ロードス島戦記オンライン（カシュー王、ナレーション）

2017年
- 英雄伝説 閃の軌跡 III（ギリアス・オズボーン）
- ONE PIECE トレジャークルーズ（ホーディ・ジョーンズ）
- ガールフレンド（仮）（悪代官男）
- スーパーロボット大戦V（アールフォルツ・ローム・ハルハラス）
- 探偵 神宮寺三郎 GHOST OF THE DUSK（謎の男性）
- ニーア オートマタ（ターミナル アルファ / ターミナル ベータ）
- グリムノーツ（ウィリアム・シェイクスピア、ガニマール）
- 仁王（伊達成実） - DLC追加キャラクター
- オーバーウォッチ（ドゥームフィスト）
- 東京放課後サモナーズ（オピオーン、ネクロス&バッカス、レーヴン・アーサー）
- ソニック フォース（ザボック）
- 青空アンダーガールズ!（火神栞歩）

2018年
- 聖剣伝説2 SECRET of MANA（タナトス）
- 結城友奈は勇者である 花結いのきらめき（サンチョ）
- 無双OROCHI 3（上杉謙信、徳川家康）
- 英雄伝説 閃の軌跡IV -THE END OF SAGA-（ギリアス・オズボーン）
- アサシン クリード オデッセイ（レオニダス）
- CRYSTAR -クライスタ-（ヘラクレイトス）
- ゲシュタルト・オーディン（斑鳩タイガ）
- ダイダロス: ジ・アウェイクニング・オブ・ゴールデンジャズ（ライアン）
- 魔法禁书目录 手游（闇咲逢魔）
- ドラゴンクエストライバルズ（モリー）

2019年
- キングダム ハーツIII（ルクソード）
- ファイアーエムブレム ヒーローズ（グスタフ）
- グランブルーファンタジー（2019年 - 2022年、紫の騎士）
- ワンダーグラビティ 〜ピノと重力使い〜（Dr.クランケ）
- スターオーシャン:アナムネシス（ソル＝バッドガイ）
- チームソニックレーシング（ザボック）
- スーパーロボット大戦T（アールフォルツ・ローム・ハルハラス） - DLC追加キャラクター
- とある魔術の禁書目録 幻想収束（闇咲逢魔）
- TEPPEN（アルバート・ウェスカー）
- ペルソナ5 ザ・ロイヤル（佐倉惣治郎）

2020年
- ペルソナ5 スクランブル ザ ファントム ストライカーズ（佐倉惣治郎）
- 真・女神転生III NOCTURNE HD REMASTER（業斗童子）
- ファンタジア・リビルド（ヴラド）

2021年
- ジャックジャンヌ（箍子数弥）
- ポケモンマスターズEX（マツブサ）
- ファイナルファンタジーVII リメイク インターグレード（ヴァイス）
- テイルズ オブ ザ レイズ（ヴァン・グランツ、ソル＝バッドガイ、ギロロ伍長）
- テイルズ オブ アライズ（ガナベルト・ファルキリス）
- コードギアス Genesic Re;CODE（ディートハルト・リート）
- 真・女神転生V（ハヤタロウ）
- THE KING OF FIGHTERS ALLSTAR（ソル＝バッドガイ）

2022年
- おじさまと猫 スーパーミラクルパズル（神田冬樹）
- 聖剣伝説 ECHOES of MANA（タナトス）
- コードギアス 反逆のルルーシュ ロストストーリーズ（2022年 - 2023年、ディートハルト・リート）
- シロナガス島への帰還（ヴィンセント・スイフト）
- 熱血硬派くにおくん外伝 リバーシティガールズ2
- 共闘ことばRPG コトダマン（土方歳三）

2023年
- OCTOPATH TRAVELER II（オズバルド・V・ヴァンシュタイン）
- バイオハザード RE:4（アルバート・ウェスカー）
- BLUE PROTOCOL（コイン亭亭主）
- 機動戦士ガンダム U.C. ENGAGE（2023年 - 2024年、レオニード・アルモドバル、グレイ・ウルフ）
- レスレリアーナのアトリエ 〜忘れられた錬金術と極夜の解放者〜（キースグリフ）
- インフィニティ ストラッシュ ドラゴンクエスト ダイの大冒険（記憶の番人）

2024年
- 百英雄伝（オルドリック）
- 真・女神転生V Vengeance（ハヤタロウ）

2025年
- スーパーロボット大戦DD（ダークグレートバーンガーン）
- Fate/EXTRA Record（言峰綺礼）
- RAIDOU Remastered: 超力兵団奇譚（ゴウト / 業斗童子）

### ドラマCD
- アーネンエルベの一日（ネロ・カオス、荒耶宗蓮、言峰綺礼、ネコアルク・カオス、ジョージ、ナレーター）
- アキバズタイムトリップ 〜時をかけるタモツ〜（かげさん）
- 阿佐ヶ谷Zippy（武村恭一郎）
- 浅見光彦シリーズ「後鳥羽伝説殺人事件」（榊原）
- あまつき（沙門）
- アルジェントソーマ CDドラマ（マイケル・ハードランド）
- アンバサダーは夜に囁く（ベルナール）
- いつか天魔の黒ウサギ2 〜<<月>>が昇る昼休み〜（天魔）
- イロコイ I - II（岩城京介）
- 吸血姫美夕 CDシネマIV（神魔・曝暗）
- Escaflowne Prologue 1 - 2（フォルケン）
- Xシリーズ（志勇草薙）
  - X キャラクターファイル1 YUZURIHA&SORATA
  - X キャラクターファイル5 KUSANAGI & KAKYOU
- オジサマ専科 Vol.2 Memories〜母の手帳〜（古川透）
- 風の歌 星の道（シロス）
- 空の境界 〜俯瞰風景〜（荒耶宗蓮）
- カリスマ（ケン）
- 巌窟王 〜異形の貴公子〜（モンテ・クリスト伯爵）
- 月刊男前図鑑 年上編 黒盤
- ケロロ軍曹シリーズ（ギロロ伍長）
  - ケロロ軍曹 地球（ペコポン）侵略CD
  - ケロロ軍曹 宇宙でもっともギリギリなCD 第1 - 3・5巻 - 第3巻の表紙の題字も担当。
- 咲-Saki-（原村和の父）
- 三千世界の鴉を殺し 1 - 2（O2）
- CDシネマガイア・ギア（ビジャン・ダーゴル）
- CDノベル 愛の武将・直江兼続（上杉謙信）
- GPX GRAND PRIX EXCEED（鷹見）
- 静かなるドン（肘方年坊）
- スーパーロボット大戦α ORIGINAL STORY（カーク・ハミル）
- 世紀末プライムミニスターシリーズ（上條議員）
- 戦国武将物語〜豪傑編 その弐〜（第二話「足利義輝物語」）
- 蒼穹のファフナー EXODUS ドラマCD THE FOLLOWER2（皆城公蔵）
- ZONE-00シリーズ（写楽）
  - ZONE-00 劇-I section CHERRY
  - ZONE-00 劇-II section KNIGHT
- 戦え!ブラザーソルジャー（ゲイル）
- DA・TE（岩城京介）
- ちょー美女と野獣（スマート・ゴルディオン）
- 天体議会（ラジオのアナウンス）
- dear 〜ディア〜 A story of the next day（アベル・ウィンスレット）
- 停電少女と羽蟲のオーケストラ 第四楽章：棺（弥緑）
- 天使禁猟区 神性界（アツィルト）編-2 飛翔無限（フライト・インフィニティー）（アドナイ / 創世神）
- ドラマアルバム 封神演義 LEVEL-II（聞仲）
- ドラマCD エーベルージュ伝説（モーゼル）
- ドラマCD 幻獣降臨譚（光焔）
- ドラマCD 上海妖魔鬼怪（関羽）
- ドラマCD「デビルサマナー 葛葉ライドウ 対 隻眼化神」前・後編（業斗童子）
- ドラマCD ダンス ウィズ ザ ヴァンパイアメイド CDすぺしゃる（ヴォルフガング・レーゲンドルフ）
- ドラマCD ニニンがシノブ伝 其の一 忍と楓の☆ニニンがラジオ伝（パクマン）
- ドラマCD ひめごとは はなぞの（田中朱雀）
- ドラマCD ワイルドライフ Vol.1 - 2（高宮澄弘）
- ドラゴンシャドウスペル 〜古城の狼の詩〜（ペインキラー）
- ナイトキャップ（岩城京介）
- 隠の王 ドラマCD 『夏休み、別荘地盗難事件編』（服部柊十郎）
- 名も無き鳥の飛ぶ夜明け（鴉）
- 虹色の王子様 ドラマCD 第1巻（理事長）
- ぬらりひょんの孫（牛鬼）
- 薄桜鬼 黎明録 ドラマCD 〜龍之介淡恋秘話〜（芹沢鴨）
- 伯爵様は秘密の果実がお好き（ステファン・クレイヴン）
- PEACE MAKER鐵シリーズ（土方歳三）
- 封殺鬼 影喰らい（土師高遠）
  - 封殺鬼 蠱持ち（志島弓生）
- Fate シリーズ（言峰綺礼）
  - Sound Drama Fate/Zero
  - Sound Drama Fate/EXTRA[225]
- PLANET LADDER …惑う星のあなない… 〜赤い孤月〜（イドゥ）
- 勇者宇宙ソーグレーダー オーディオドラマ
  - Vol.1 冒険の風（2025年、ブレイブ星人） - 『勇者宇宙ソーグレーダー』第2巻 CD付特装版
  - Vol.2 目覚めたHEARTの翼（2025年、グレートバーンガーン） - 『勇者聖戦バーンガーン THE NOVEL』上巻 CD付特装版
- FLESH&BLOOD 第9巻（フェリペ2世）
- ペンギンゑにしシリーズ（ゑにし様）
  - ペンギンゑにし 第一譚 迷子ゆうれい
  - ペンギンゑにし 第二譚 少女神隠し
  - ペンギンゑにし 第三譚 天狗草紙[226]
- 僕は妹に恋をする（森裕吾）
- 機巧少女は傷つかない 文庫4巻&コミック1巻特装版CD（シグムント）
- まほう×少年×Days!!!!! 第1巻（オウルロード[227]）
- 魔法の海兵隊員ぴくせる☆まりたん シリーズ（フィデル・カ●トロ議長、「うまなみ」艦長 他）
- 真夜中の弥次さん喜多さん 愛と幻覚のセレナーデ（岡っぴき）
- 八雲立つ 新音盤物語（アルトゥーロ楠）
- LOVE MODE 3 - 6（鹿島晴臣）
- REVIVE… 〜蘇生〜（北条義兼）
- レイスイーパー（ビリディス）
- ローゼンメイデン オリジナルドラマCD（ラプラスの魔）
- わたしのお嬢様（ジュリアン＝マーチ）※「メイド服のお嬢様編」下巻に同梱
- 魔法☆中年 おじまじょ5 シリーズ（善川聡史〈イノベーション社長〉）
  - 魔法☆中年 おじまじょ5 〜結成! おじまじょ5〜
  - 魔法☆中年 おじまじょ5 〜おじまじょ5、秘密の特訓（前編）〜
  - 魔法☆中年 おじまじょ5 〜おじまじょ5、秘密の特訓（後編）〜

### 吹き替え

#### 担当俳優
クリス・ノース
- グッド・ワイフ（ピーター・フロリック）
- セックス・アンド・ザ・シティシリーズ（ミスター・ビッグ）
  - セックス・アンド・ザ・シティ
  - セックス・アンド・ザ・シティ
  - セックス・アンド・ザ・シティ2
  - AND JUST LIKE THAT... / セックス・アンド・ザ・シティ新章

ヌーマン・アジャル
- スパイダーマン:ファー・フロム・ホーム（ディミトリ）
- プリズン・ブレイク シーズン5（アブ・ラマール）
- HOMELAND（ハイッサム・ハッカニ）

#### 映画（吹き替え）
- アメリカン・ビューティー（バディ・ケーン〈ピーター・ギャラガー〉）※ソフト版
- アルマゲドン（ウィリアム空軍大佐〈ウィリアム・フィクナー〉）※日本テレビ版
- EVE イヴ
- イン・ハー・シューズ（ジム・ダンヴァーズ〈リチャード・バージ〉）
- ウェス・クレイヴンズ ウィッシュマスター（ジン / ナサニエル・デメレスト〈アンドリュー・ディヴォフ〉）
- おとなの恋には嘘がある（アルバート〈ジェームズ・ガンドルフィーニ〉）
- ザ・ファン（ホアン・プリモ〈ベニチオ・デル・トロ〉）※テレビ朝日版
- ジーン・シモンズのロック・スクール（ジーン・シモンズ）
- 地獄の捜査線（ジェイク〈チャック・ノリス〉）
- 60セカンズ（スフィンクス〈ヴィニー・ジョーンズ〉）※ソフト版
- ジュラシック・プレデター（ジェイク〈ニック・チンランド〉）
- ジュラシック・ワールド/炎の王国（ベンジャミン・ロックウッド〈ジェームズ・クロムウェル〉[230]）※劇場公開版
- 私立探偵ヴァルグ（マルティン）
- スペース・クラッシュ（ダリル・ボーデン〈マイケル・パレ〉）
- 300 〈スリーハンドレッド〉（レオニダス〈ジェラルド・バトラー〉）
- セッション9（精神科医〈テープの声〉）
- セブン: ビギンズ〜彩られた猟奇〜（英語版）（スタン〈ウィレム・デフォー〉）
- ダウン（ギュンター〈マイケル・アイアンサイド〉）※ソフト版
- 沈黙の要塞（オットー〈スヴェン＝オーレ・トールセン〉）※ソフト版
- デッドヒート（クーガー）
- DENGEKI 電撃（ストラット〈マイケル・ジェイ・ホワイト〉）※ソフト版
- ドラキュリアIII 鮮血の十字架（英語版）（ドラキュリア〈ルトガー・ハウアー〉）
- トランスポーター2（ジャンニ〈アレッサンドロ・ガスマン〉[231]）※テレビ朝日版
- ナルニア国物語/第2章:カスピアン王子の角笛（谷あらし〈コーネル・ジョン〉）
- ハード・スキャンダル（ブレックナー〈リチャード・タイソン〉）
- π（レニー・マイヤー〈ベン・シェンクマン〉）
- バジル（ジョン・マニオン〈クリスチャン・スレーター〉）
- ファングルフ/月と心臓（クロード）※ソフト版
- ホステージ（ビル・ジョーゲンセン〈アート・ラフルー〉）※テレビ朝日版
- マシンガン・プリーチャー（サム・チルダース〈ジェラルド・バトラー〉）
- メン・イン・ブラック3（ボリス〈ジェマイン・クレメント〉）
- レオン（ボディーガード）※テレビ朝日版
- RONIN（ヴァンサン〈ジャン・レノ〉）※テレビ朝日版

#### ドラマ
- アウトキャスト（ジャイルズ署長〈レグ・E・キャシー〉）
- ARROW/アロー（ダニー・ブリックウェル/ブリック〈ヴィニー・ジョーンズ〉）
- エレメンタリー ホームズ&ワトソン in NY #20（アンソニー・ピストン〈Joseph Siravo/ジョセフ・シラーヴォ〉）
- エレメンタリー6 ホームズ&ワトソン in NY #4（クレイ〈レグ・E・キャシー〉）
- 機甲戦虫紀LEXX（英語版）（ソードン〈バリー・ボストウィック〉）
- CSI:3 科学捜査班 #11（レストランオーナー ダットン）
- CSI:6 科学捜査班 #23（ウィリー・カトラー）
- CSI:14 科学捜査班 #17（ジーン・シモンズ）
- 24 -TWENTY FOUR- シーズン2（エディ・グラント〈ダグラス・オキーフ〉）
- ピケット・フェンス3
- 魔術師 MERLIN（トリスタン）
- ラスベガス（ヘンダーソン上院議員）
- ロスト・シンボル（ピーター〈エディー・イザード〉[232]）

#### アニメ
- ウォーターシップ・ダウンのうさぎたち（ビグウィグ）
- 絵文字の国のジーン（メル[233]）
- ザ・シンプソンズ MOVIE（ティモシー・ラブジョイ牧師）※劇場公開版
- ザ・バットマン（レックス・ルーサー）
- スクービー&スクラッピードゥー
- ダイナソー（クローン）
- ティーン・タイタンズ（マスター・オブ・ゲーム）
- バットマン:ブレイブ&ボールド（ロートル）
- バットマン ゴッサムナイト（アレン）
- ベイマックス（将軍）
- ザ・カップヘッド・ショウ!

### 特撮
1986年
- 超新星フラッシュマン（サー・カウラー）

1987年
- 光戦隊マスクマン（グロンドグラーの声）
- 仮面ライダーBLACK

1988年
- 超獣戦隊ライブマン（大教授ビアス / 少年王ビアスの声）

1990年
- 特警ウインスペクター（村田建造）

1991年
- 特救指令ソルブレイン（デビッド・コスギ）

1992年
- 特捜エクシードラフト（亜川）

2010年
- 仮面ライダーオーズ/OOO（2010年 - 2022年、ナレーション） - 1シリーズ + 劇場版 + オリジナルビデオ

2011年
- 海賊戦隊ゴーカイジャー（ザイエンの声）

2014年
- 仮面ライダー鎧武/ガイム / 劇場版（ロシュオの声） - 1シリーズ + 1作品

2016年
- 動物戦隊ジュウオウジャー（アザルドの声）

2017年
- 帰ってきた動物戦隊ジュウオウジャー お命頂戴!地球王者決定戦（アザルドの声）
- 劇場版 動物戦隊ジュウオウジャーVSニンニンジャー 未来からのメッセージ from スーパー戦隊（アザルドの声）

2019年
- 騎士竜戦隊リュウソウジャー / 劇場版（タンクジョウの声） - 1シリーズ + 1作品

2021年
- 機界戦隊ゼンカイジャー / 劇場版 / スピンオフドラマ（2021年 - 2022年、ボッコワウスの声） - 1シリーズ + 2作品

### ラジオ
※はインターネット配信。
- ケロロとギロロの地球侵略ラヂオ（2006年 - 2008年、ラジオ大阪・BEAT☆Net Radio!※）
- 宝石の国ラジオ 〜金剛先生がお呼びです！〜（2017年、音泉※）
- PERSONA5 the Animation Radio“カイトーク！”（2018年、アニメイトタイムズ※）

### ラジオドラマ
- ガイア・ギア（ビジャン・ダーゴル大佐）
- VOMIC 超速変形ジャイロゼッター（クロード博士）

### ナレーション
- ウッチャきナンチャき（TBS）
- 木村公宣「伝説の予感」（フジテレビ）
- 恋のバカヤロー!（TBS）
- 沙粧妙子-最後の事件-
- スーパーチャンネル(現・スーパー!ドラマTV)
- 竹中直人の"映画好きで何が悪い!"（ムービープラス）
- FIS ワールドカップスキー CX'97/'98
- ヒストリーチャンネル
- ふしぎがいっぱい（6年生編、NHK Eテレ）
- シェフからの招待状
- NBAマニア
- 幻解!超常ファイル（NHK BSプレミアム）

### イベント
- ジャンプフェスタ・アニメツアー'05 『BLEACH The Sealed Sword Frenzy』（梅針）
- RONDO ROBEイベント司会（2005年 - 、毎年初夏開催）
- 声優紅白歌合戦 イベント発起人（2019年 - ）

### テレビドラマ
1979年
- 大河ドラマ「草燃える」（NHK） - 仁田忠常（俳優としてのデビュー作）
- 手錠をかけろ!（CX / 国際放映） - 寺泉刑事

1980年
- 特捜最前線 第162話・第209話・第312話（1980年 - 1982年、ANB） - 横田、ミツオ、菊池正彦
- Gメン'75 第265話 - 第355話（1980年 - 1982年、TBS） - 高橋、雄次、スリ被疑者、中野、赤崎の仲間、星野達三、五味
- 新五捕物帳 第117話 - 第194話（1980年 - 1982年、NTV） - 和助、京助、伝八、文助

1981年
- 大河ドラマ「おんな太閤記」（NHK） - 前田利長
- 太陽にほえろ! 第481話 - 第673話（NTV） - 外山靖、沢村（田上の親分）、下田、阿部健、矢部
- 同心暁蘭之介 第11話（CX）
- ザ・ハングマン 第34話（ABC） - 佐竹

1982年
- Gメン'82 第1話 - 第13話（TBS） - 天野、村瀬吾郎、内海竜二

1983年
- 大河ドラマ「徳川家康」（NHK） - 大久保忠員 / 大久保甚四郎
- ザ・サスペンス「黄色の誘惑 小さな万引きが事の始まり・もうあの男には逆らえない!!」（TBS）
- 木曜ゴールデンドラマ「母性犯罪 その夜、通り魔が現われた」（YTV）
- 西部警察 PART-III 第32話・第33話（ANB） - 三宅

1984年
- 大河ドラマ「山河燃ゆ」（NHK） - 栗原安秀
- 部長刑事 第1327話（ABC）
- 新 大江戸捜査網 第8話・第25話（TX） - はやぶさの竜、源造
- 時代劇スペシャル「怪談津の国屋 半七捕物帳」（1984年、CX）
- 新大型時代劇「宮本武蔵」第26話（NHK） - 玉照

1985年
- 大河ドラマ「春の波涛（NHK） - 鯉沼粂八郎
- 私鉄沿線97分署 第20話（ANB） - 梶巡査長
- 暴れ九庵 第23話（KTV） - 源次
- 水戸黄門第15部 第2話「助格駕籠屋と客引き老公 -松山-」（1985年2月4日、TBS） - 大浜屋の雲助
- 水曜ドラマスペシャル「単身家族 最後に愛を見たのは」（TBS）
- スーパーポリス 第2話・第15話（TBS）
- 土曜ワイド劇場「整形花嫁の復讐 結婚式に殺しの鐘が三度鳴る！」（ANB）

1987年
- 太陽にほえろ!PART2 第7話（NTV） - 殺し屋
- ザ・ハングマン6 第3話（ABC） - 針尾組組員
- ハングマンGOGO 第3話（ABC） - 長原（大王商事副社長）
- 銭形平次 第6話・第12話・第33話（NTV） - 弥造、為吉
- 胸キュン刑事 第13話（ANB） - 黒田社長
- ジャングル 第29話（NTV）
- ベイシティ刑事 第11話（ANB） - 梅津

1989年
- 大河ドラマ「春日局」（NHK） - 松野主馬
- NEWジャングル 第12話（NTV）
- ゴリラ・警視庁捜査第8班 第5話・第45話（1989年 - 1990年、ANB） - 大西清治
- ハロー!グッバイ 第9話（NTV）
- 暴れん坊将軍III 第73話（ANB） - 藤次
- 名奉行 遠山の金さん 第2シリーズ 第9話（ANB） - 壺八

1990年
- 土曜ワイド劇場「松江・宍道湖殺人事件 夕陽に秘めた偽りの情事」（ANB）
- 世にも奇妙な物語（1990年 - 2001年、CX）
- 名奉行 遠山の金さん 第3シリーズ 第6話・第26話（1990年 - 1991年、ANB） - 岩本陣八郎、鹿造
- 大岡越前 第11部 第20話（TBS） - 源次
- 刑事貴族 第16話（NTV） - 植木
- 八百八町夢日記 第1シリーズ 第27話（NTV）

1991年
- 大江戸捜査網（平成版 第2シリーズ） 第11話・第21話（1991年 - 1992年、TX） - 大滝、藤井
- 刑事貴族2 第3話（NTV）
- 長七郎江戸日記 第3シリーズ 第12話（NTV） - 仙太
- 将軍家光忍び旅 第22話（ANB） - 青目
- 火曜サスペンス劇場「刑事室戸梓シリーズ 第2作」（NTV） - 柄沢

1993年
- お助け同心が行く! 第3話（TX）

2016年
- 咲-Saki- 第2話（TBS） - ナレーション

### 映画
1980年
- 背徳夫人の欲望（信一）
- 鉄騎兵、跳んだ（植木修三）
- 百恵の唇 愛獣（冬木和彦）

1981年
- 愛欲生活 夜よ、濡らして（篠田竜夫）

1983年
- 発禁・秘画のおんな（滝鎌次郎）

1984年
- 蘭の肉体（カズ）

1985年
- 高校教師 成熟（米田邦雄）
- 花と蛇 地獄篇（川田美津夫）

1990年
- 浪人街（松井作兵衛）

1991年
- ケルベロス-地獄の番犬（出演協力）

### オリジナルビデオ
- テクニカル・ヴァージン（1990年、にっかつ）

### CM
- アサヒビール 「アサヒ スーパードライ」（TV、ナレーション）
- Exel Human株式会社 企業CM（TV、ナレーション）
- NTT DoCoMo 「iモード 一件落着篇」（TV、ナレーション）
- 角川書店 「ケロロ軍曹キャンペーン」（TV、ギロロ伍長）
- 大正製薬 「ダマリンエース」（TV、ナレーション）
- 中部電力 「オール電化 エコキュートシリーズ」（TV、ナレーション）
- デジタルツーカー九州（現ソフトバンク）
  - 「全国ローミング 宮古・八重山篇」（TV、ナレーション）
  - 「全国ローミング 大空篇」（TV、ナレーション）
- 日立製作所 「白くまくん」（TV、ナレーション）
- FUJITSU 「サーバ」（TV、ナレーション）
- 文化放送 「日野ミッドナイトグラフィティ 走れ!歌謡曲」（ラジオ、ナレーション）
  - 日野自動車（ラジオ、上記「走れ!歌謡曲」内のインフォマーシャル・ナレーション）
- 松下電器産業（現パナソニック）
  - 「Panasonic アルカリ乾電池 ターザン篇」（TV、ナレーション）
  - 「Panasonic DIGICAM 4商品 スケルトン篇」（TV、ナレーション）
- music.jp（TV、ナレーション）
- ミノルタ（現コニカミノルタ） 「DiALTA ショールーム篇」（TV、ナレーション）
- 明治製菓（現明治） ショパンシリーズ（TV、ナレーション）
- 木曜洋画劇場（K-19 (映画)他、予告ナレーション）
- ワーナー・ランバート 「MELLER 3階の女篇」（TV、ナレーション）
- アトラス GB用ソフト「コスモタンク」（1990年 / TV、ナレーション）
- 日本食研 晩餐館ステーキソース各種（1991年 / TV、ナレーション）
- バンダイ SFC用ソフト「ドラゴンボールZ 超サイヤ伝説」（1991年 / TV、ナレーション）
- 三共（現第一三共ヘルスケア） 「ジゼ 花の妖精篇」（1993年 / TV、ナレーション）
- アサヒビール 「SUPER J.O.トーキョーシティブレンド 外人篇」（1994年 / TV、ナレーション）
- エバンス 「ポールニューマン クロッケー篇」（1995年 / TV、ナレーション）
- スクウェア PS用ソフト「フロントミッション」（1995年 / TV、ナレーション）
- アサヒビール 「アサヒビール 品質広告 人／食篇」（1995年 / TV、ナレーション）
- 茨城県商工労働部観光物産課 「春の観光キャンペーン 茨城山篇」（1996年 / TV、ナレーション）
- アサヒビール 「アサヒビール 品質広告 マーケットレディ／料理人篇」（1996年 / TV、ナレーション）
- スクウェア SFC用ソフト「FRONT MISSION SERIES GUN HAZARD」（1996年 / TV、ナレーション）
- スクウェア SFC用ソフト「トレジャーハンターG」（1996年 / TV、ナレーション）
- 全日本トラック協会 「企業CM とも子さんとトラック篇」（1996年 / TV、ナレーション）
- としまえん 「とし博 とし博開催後篇」（1996年 / TV、ナレーション）
- メナード 「ジュビル ワンタッチリップスティック メイクスタイル篇」（1996年 / TV、ナレーション）
- 松下電器産業（現パナソニック） 「携帯電話 恋人篇」（1996年 / TV、ナレーション）
- エースコック 「ラメンチェ 登場篇」（1997年 / TV、ナレーション）
- ビーマックス 「ビーマックス ヘリ登場篇」（1997年 / TV、ナレーション）
- 飯山電機 「フラットパネル ディスプレイ エレベーター篇」（1998年 / TV、ナレーション）
- 花王 「洗浄力ファミリー ファミリー新発売篇」（1998年 / TV、ナレーション）
- カトーデンキ 「ケーズデンキ 企業CM 濡れた男篇」（1998年 / TV、ナレーション）
- タカラ PS用ソフト「新世代ロボット戦記ブレイブサーガ」（1998年 / TV、ナレーション）
- ビクターインタラクティブソフトウエア（現マーベラスインタラクティブ） PlayStation「夜想曲」
- スクウェア 「クロノ・クロス」（1999年 / TV、ナレーション）
- 江崎グリコ 「ムースポッキー 初体験10人篇」（2000年 / TV、ナレーション）
- エニックス PS用ソフト「ドラゴンクエストVII エデンの戦士たち 旅立ち篇」（2000年 / TV、ナレーション）
- 新進 「しんしんのおつけもの カレー福神漬 はっきりしてよ怒り篇」（2000年 / TV、ナレーション）
- つばさ証券 「企業CM 宇宙ロケット篇」（2000年 / TV、ナレーション）
- 日石三菱（現ENEOS） 「SS広告 たよりになるよね篇」（2000年 / TV、ナレーション）
- ワコール 「マシュマロブラ しなやかワイヤー篇」（2000年 / TV、ナレーション）
- 江崎グリコ 「ラムーン 月のしずく篇」（2001年 / TV、ナレーション）
- アスキー PS2用ソフト「シーマン転職篇」（2001年 / TV、ナレーション）
- ソニー・ピクチャーズエンタテインメント「バーティカル・リミット VIDEO&DVD 雪だるま叫び篇」（2001年 / TV、ナレーション）
- 日清食品 「日清eヌードル e-ビジネス篇」（2001年 / TV、ナレーション）
- バンダイ PS2ゲームソフト「機動戦士ガンダム戦記 Lost War Chronicles」（2002年7月 / TV、ナレーション）
- バンダイビジュアル 「ガンダム劇場版DVD 3作発売」（2002年 / TV、ナレーション）
- バンダイビジュアル 「マクロス20周年プレミアムコレクションDVD発売」（2002年 / TV、ナレーション）
- ビクトリノックス・ジャパン 「企業CM ポーズ篇」（2002年 / TV、ナレーション）
- レダセントラル 「ハンドレッドシルマ 変身篇」（2002年 / TV、ナレーション）
- バンプレスト 「スーパーロボット大戦Scramble Commander」（2003年 / TV、ナレーション）
- カプコン PS2・GC用ソフト「ロックマンX コマンドミッション」（2004年 / TV、ナレーション）
- バンダイ GBA用ソフト「機動戦士ガンダムSEED DESTINY」（2004年 / TV、ナレーション）
- バンダイ 「冒険王ビィト バスターズロード」（2005年 / TV、ナレーション）
- スクウェア・エニックス DS用ソフト「ドラゴンクエストモンスターズ ジョーカー」（2006年 / TV、ナレーション）
- バンダイ 「神羅万象チョコ」（2005年3月 - 2006年10月 / TV、ナレーション）※II章第3弾まで
- スクウェア・エニックス 「ドラゴンクエストモンスターバトルロード」（2007年6月 / TV、ナレーション）
- バンダイ ガンプラ 「BB戦士三国伝 風雲豪傑編」（2007年 / TV、ナレーション）
- サントリー 「ボスシルキーブラック」（2008年5月 / TV、ナレーション 他）
- バップ「隠し砦の三悪人THE LAST PRINCESS」（2008年5月 / TV、ナレーション）
- バンダイナムコゲームス Wii用ソフト「テイルズ オブ シンフォニア -ラタトスクの騎士-」（2008年5月 - / TV、ナレーション）
- mihimaru GT『mihimarise』（2008年5月 / TV、ナレーション）
- 花王 「強力カビハイター」（2008年7月 / TV、ナレーション）
- スクウェア・エニックス 「ドラゴンクエストモンスターバトルロード」絶賛稼働中（2008年7月 / TV、ナレーション）
- スクウェア・エニックス DS用ソフト「ドラゴンクエストV 天空の花嫁」（2008年7月 / TV、ナレーション）
- ポニーキャニオン阿久悠トリビュートCD『歌鬼』（2008年7月 / TV、ナレーション）
- コカ・コーラ「ジョージアヴィンテージレーベル」（2008年9月 / ラジオ、ナレーション）
- サッポロビール 「ドラフトワン”ドラドンピシャ”」男子生徒・女子生徒編（2008年10月 / ラジオ、共に先生役）
- SANKYO 「CRフィーバースターウォーズ ダースベイダー降臨」（2008年10月 / TV・ラジオ、ナレーション）
- 牛角「牛角の日」他（2008年11月 - / TV、ナレーション）
- サッポロビール 「”ドラドンピシャ”ドラフトワンとカレー鍋」（2008年11月 / ラジオ、審査員役）
- コナミ DS用ソフト「幻想水滸伝ティアクライス」（2008年12月 / TV、ナレーション）
- バンダイナムコゲームス DS用ソフト「超劇場版ケロロ軍曹 撃侵ドラゴンウォリアーズであります!」（2009年2月 / TV、ギロロ伍長）
- カゴメ 「やさいしぼり」（2009年3月 / TV、ナレーション）
- パナソニック「一眼ムービー」（2009年5月 / TV、ナレーション）
- バンダイナムコゲームス PSP用ソフト「テイルズ オブ バーサス」（2009年6月 / TV、ナレーション）
- マクドナルド「マックでDS第二弾 ドラゴンクエスト」（2009年7月 - 、ナレーション）
- スクウェア・エニックス DS用ソフト「ドラゴンクエストVI 幻の大地」（2010年1月 / TV、ナレーション）
- YKK AP「プラマードU」タイプA - C（2010年3月 / ラジオ、各:博士、窓、ナレーション）
- YKK AP「リフォーム編」（2010年3月 / ラジオ、旦那役）
- バンダイ 「仮面ライダーオーズ/OOO変身シリーズ」（2010年9月 / TV、ナレーション）
- バンダイ データカードダス「仮面ライダーバトル ガンバライド 001弾 - 」（2010年9月 - / TV、ナレーション）
- 劇場版仮面ライダー×仮面ライダー オーズ&ダブル feat.スカル MOVIE大戦CORE（2010年10月 / TV、ナレーション）
- バンダイナムコゲームス Wii/PSPソフト「仮面ライダー クライマックスヒーローズ オーズ」（2010年11月 / TV、ナレーション）
- NTT docomo「スマートフォン」（2011年4月 / ラジオ、スマートフォン役）
- リンナイ「エコワン」（2011年6月 / TV、ナレーション）
- デアゴスティーニ ジャパン「ジェリー・アンダーソンSF特撮DVDコレクション」（2011年6月 / TV、ナレーション）
- スギ薬局会社名コール（2015年 / TV・ラジオ・店内）
- 集英社 ウルトラジャンプ（2015年4月 / TV、エンリコ・プッチ）
- デアゴスティーニ ジャパン「電動模型キットマガジンシリーズ「週刊 サンダーバード2号＆救助メカ」」（2016年1月 / TV、ナレーション）
- マルイノアニメ「猫がくれたまぁるいしあわせ」（2018年 / TV・YouTube、津田龍[239]）
- ミスタードーナツ「misdo meets 宇治茶 祇園辻利」（2018年4月 / TV、ナレーション）
- 講談社 「ライドンキング」コミック 1巻（2019年1月 / TV・YouTube、ナレーション、プルチノフ）
- U-NEXT「ライドンキング」電子配信版コミック 3巻（2019年10月 / TV・YouTube、ナレーション、プルチノフ 他登場人物）
- JT「スーシャルディスタンス キャンペーン」「ゴルゴと大悟ルゴ」（2020年 - 2021年 / YouTube、ゴルゴ13）
- MIXI モンスト11周年記念キャンペーン「ひっぱれモン太くん」（2024年 / YouTube、奥斗[240]）

### その他コンテンツ
- アンナと王様（予告編ナレーション）
- トレジャーハンターGPV（ナレーション）
- チャレンジ1年生でかっこいい1年生にへんしん! DVD（さんすうロボ）
- バンダイガシャポン「サウンドロップケロロ軍曹共鳴スイング」（ギロロ）
- バンダイガシャポン「サウンドロップコンパクトケロロ軍曹」シリーズ（ギロロ）
- 「シャッターアイランド」PV（2010年9月、ナレーション）
- スクウェア・エニックス PS3/Xbox 360/Winソフト「フロントミッション エボルヴ」PV（2010年9月、ナレーション）
- 日本ファルコム PS3/PS Vitaソフト「英雄伝説 閃の軌跡」PV（2013年、ナレーション）
- 旺文社 はじめてのTOEFL®テスト 完全対策 [改訂版]（2014年、ナレーション）
- 東京ディズニーランド ディズニー・ハロウィーン パレード『スプーキー"Boo!"パレード』（2018年 - 2019年、ゴースト・マスター）
- 鍋に弾丸を受けながら ボイスコミック（2022年、友人K[241]）
- 魔法医レクスの変態カルテ PV（2025年、レクス[242]）
- 東京ディズニーランド アトラクション 「スペース・マウンテン」(2007年4月28日 - 2024年7月31日、屋外キューライン日本語アナウンス[243][244])